# Файк, Эмир Ибрагимович
Эмир Ибрагимович (Абрамович) Файк (9 [22] мая 1909, Бахчисарай, Таврическая губерния — 23 марта 1993, Алма-Ата) — советский кинорежиссёр

. Член Союза кинематографистов Казахской ССР. Заслуженный деятель искусств Казахской ССР (1959).

## Биография
Родился 26 апреля (9 мая) 1909 года в Бахчисарае. Крымский татарин.
В 1935 году окончил ВГИК (педагог Л. В. Кулешов). В кино с 1932 года. С 1938 года — режиссёр Ташкентской студии кинохроники, затем режиссёр Куйбышевской студии кинохроники. Член ВКП(б) с 1942 года. В годы Великой Отечественной войны замполит артдивизиона, в 1944—1946 годах во фронтовой киногруппе. С 1946 года — режиссёр «Казахфильма».
Скончался 23 марта 1993 года в Алма-Ате.

## Фильмография
документальные фильмы
- 1938 — Текстильщики; Манёвры
- 1947 — Темир-тау; Наш рапорт
- 1949 — Звёзды шахтёрской славы; Мичуринцы Казахстана
- 1950 — Молодые джигиты
- 1953 — На ледяной дорожке; Город в степи
- 1954 — ГЭС на Иртыше; Соревнования горнолыжников; На целинных землях Казахстана
- 1959 — Этого забывать нельзя
- 1960 — Ошибка Максима Карловича
- 1967 — Поёт Бибигуль
- 1975 — Возвращение Кененбая
- 1977 — Слово о Мухтаре Ауэзове

художественные фильмы
- 1956 — Крылатый подарок (совместно с А. Слободником)
- 1959 — Однажды ночью (совместно с А. И. Гинцбургом)
- 1962 — Мальчик мой
- 1964 — Спроси своё сердце

## Награды и звания
- заслуженный деятель искусств Казахской ССР (1959)
- орден Отечественной войны I степени (6.4.1985)
- орден Отечественной войны II степени (18.1.1944)
- два ордена Красной Звезды (28.12.1942, был представлен к ордену Ленина; 18.5.1943, был представлен к ордену Красного Знамени)